# ريان بارنت
ريان بارنت (بالإنجليزية: Ryan Barnett)‏ هو لاعب كرة قدم بريطاني، ولد في 23 سبتمبر 1999 في إنجلترا في المملكة المتحدة. لعب مع شروزبري تاون.

## وصلات خارجية
- ريان بارنت على موقع قاعدة بيانات كرة القدم.إي يو (الإنجليزية)
- ريان بارنت على موقع Soccerbase.com (لاعب) (الإنجليزية)